# Ym:Stammen
Ym: Stammen — постпанк гурт з Осло, Норвегія, який видав шість альбомів у період з 1983 до 1999 року. Творчість гурту знаходилась під значним впливом скандинавського середньвічного фольклору. Гурт був заснований Trygve Mathiesen у 1983 році. Музика гурту є поєднанням гренландських співів та примітивного року, з деякими елементами поп музики. Колектив виступав з концертами у північній Європі та Канаді протягом 80-х та 90-х років. Зі своїм північно-язичницьким підходом, гурт мав значний вплив на Норвезький блек-метал. Ym: stammen дала останній концерт в червні 1999 року в Осло.

## Історія гурту
Засновником, лідером та ідеологом колективу є досить колоритна та різноманітна особистість на ім'я Трюгве Матісен (Trygve Mathiesen). Наприкінці 70-х він почав свою музикальну кар'єру з участі в панк-рокових гуртах, таких, як Squirms, Ingen adgang та Dødsdansen. В останньому грав також Карлос Плату, з яким Трюгве заснував проект Lik («Труп»). Під цією оптимістичною назвою вони видали сингл, що тривав 7 хвилин та став легендарним, а також першим, виданим на особистому лейблі Матісена Likvider. Паралельно з бурхливою діяльністю як музиканта Трюгве брав участь у виданні ряду любительських музикальних журналів (серед яких були Bored Teenagers, 79-kriser та Sider du ikke ser i dagslys). У 1981 році Матісен розпочинає новий проект — мінімалістичний дует I angst («В страху») на пару з Йорун Гордер, який проіснував всього один рік, після чого Трюгве опинився в складі іншого дуету — Nekropolis — цього разу з греком Танасісом Златаносом. Після видання пластинки та деяких концертів Трюгве випускає на своєму лейблі сольний альбом El, який став одним з найзначніших альбомів так званої «касетної хвилі» (яка мала місце в Норвегії приблизно з 1982 по 1985 рік). Паралельно Трюгве дає декілька концертів у складі квартету Søvn зимою-весною 1983 року.
В тому ж 1983-му з'являється YM: STAMMEN, який на довгі роки стає головним проектом Матісена. Перша репетиція нового проекту відбулась 13 серпня 1983 року, та на той день в складі гурту значилось двоє музикантів: Трюгве (вокал) і Кристофер Нільсен (банджо). Музикальна ідеологія YM: STAMMEN була свого роду відповіддю американському гітарному року, який потіснив на початку 80-х рух «нової хвилі», до якого Трюгве зі своїм панківським минулим мав особові почуття. До речі, музика YM: STAMMEN, ззовні мала не багато спільного з панком — при своїй мінімалістичності вона надихалася середньовічним скандинавським фольклором, з потужною ритмічною основою та багатоголосим співом. При цьому був підкреслений андеграундний імідж та небажання «плисти за течією», щоб йти за модними тенденціями сьогодення. Цікавими були і тексти пісень — Трюгве з самого початку намагався відтворити в них первісну мовну магію, повернувши словам їх безпосередній сенс.
Назва колективу пов'язана з персонажем скандинавської міфології Імиром, який перший з живих істот з'явився у Всесвіті та з тіла якого боги (аси) створили світ. Таким чином, назва «плем'я Імиру» в уявленні музикантів має на увазі всіх, що живуть на Землі.
В листопаді 1983 року «плем'я» Матісена (яке стало квартетом, в якому, додатково до нього, є Туре Халланд — гитара, Трюгве Юхансен — струні та клавішні та Свейн Сульберг — бас, барабани, клавішні) приступає до запису першого альбому «Overvintrede» («Які перезимували»). У записі також брали участь Улє Брекке (гітара) і Лістер. В лютому 1984 року альбом виходить на лейблі Likvider.
В травні 1984 року YM: STAMMEN знову скорочується до дуету — Трюгве і Оддвар Карлсмюр (ударні, вокал). Незабаром до них приєднується Анне Грете Колос (флейта, ударні, вокал), яка, до речі, кидає «плем'я» після трьох концертів. Дует розвиває бурхливу концертну діяльність та бере участь в фестивалі Srpø в Арендале. В жовтні 1984 року гурт записує другий касетний альбом «I vi-landet» ("В країні «Ми»), який виходить в листопаді на тому самому лейблі Likvider. В лютому 1985 року до YM: STAMMEN приєднався Даг Улав Сівертсен. В березні гурт відправився в турне по Трьонделагу І Нурланну, а в листопаді починає репетирувати пісні для нового альбому, запис якого затягується більш ніж на рік. За цей час Матісен и Сівертсен дають концерт в Осло під назвою Noregs Mænnir («Мужі Норвегії»), який очевидці прозвали «самопародією» на YM: STAMMEN та який показав, що Трюгве з товаришами мають гумор. В квітні 1986 року йде від гурту Сівертсен та з'являється Харальд Бекстрьом (бас), Свен-Улав Дюбвік (гІтара), Ерік Якобсен (клавішні) і Крістіан Рефсум (ударні). Бекстрьом і Рефсум незабаром пішли, але встигли взяти участь у створенні альбому «Dvergmål» («Відлуння»), який з великим запізненням вийшов в жовтні 1987 року на вінілі і став першим «офіційним» виданням YM: STAMMEN, який сприяв збільшенню аудиторії слухачів. «Dvergmål» також став граничним в плані музикального розвитку гурту. Від принципового мінімалізму музиканти пішли до більш різноманітної та оригінальної палітри, де перетинались елементи року, фолька, шаманські заклинання і мантри, хоровий спів вікінгів та авангардні віяння.
Паралельно роботі над альбомом Матісен знімається в кіно — 13 лютого 1986 року виходить короткометражний фільм «Веселий хлопець» (режисер Арне Торвунд), де Трюгве знімався в головній ролі. Склад YM: STAMMEN тим часом на років стабілізується: Матісен, Карлсмюр, Рефсум, Бекстрьом, Пол Йоргенсен (клавішні), Юн Андерс Странд (бас, гітара, вокал). Гурт активно гастролює, в тому числі за кордоном — на фестивалях в Лондоні, в Стокгольмі та на святкуванні 1000-річчя Дубліна. Концерти в столиці Ірландії були особливо знаменними — YM: STAMMEN виступали на них фактично офіційними представниками від Королівства Норвегія, а турне було профінансовано норвезьким МЗСом!
Одночасно з YM: STAMMEN Трюгве займається «стороннім» проектом Ym: Stimen, який мав бути, в основному як студійний і складався спочатку з Матісена, Йоргенсена і Карлсмюра. В серпні Ym: Stimen записали пісню «Vi blir fisk» («Ми перетворюємся на рибу») для збірника «Den akustiske guitarliga». Через деякий час Трюгве відправився в Грецію, де брав участь у виступі колишнього колеги і доброго друга Танасіса Златаноса на Середземному фестивалі сучасної музики і джазу в Тесалоніках 13 жовтня. В листопаді 1987 року YM: STAMMEN записують в студії сингл з двох пісень, вихід якого, однак, так і не відбувся, а пісні були пізніше додані як бонуси до CD-версії «Dvergmål», яка вийшла в 1993 році. Гурт активно бере участь в ряді збірників, багато з яких мали яскраво виражену політичну направленість. Музиканти люто відстоюють свої погляди, виступаючи проти забруднення довкілля, на захист тварин, проти мілітаризації та неонацизму.
Протягом 1988 року гурт, скоротився до формату тріо, змінюючи музикантів, зробив декілька студійних записів, та з березня 1989 року по лютий 1991 заліг в сплячку. Поставши з барлогу у складі: Трюгве, Тер'є Рьоннов (бас), Андреас Еріксен (ударні) і Ю. Лангеланн (гітара), YM: STAMMEN готують новий шедевр під назвою «Enøyd» («Одноокий»). У записі альбому та концертах також брали участь «гостьові» музиканти, в тому числі доволі відомий скрипаль Ейвінд Раусет, який раніше грав в гурті Folque. В такому вигляді YM: STAMMEN проіснував до 1994 року.
В музикальному плані «Enøyd» являв собою не менш чудернацьку картину, ніж його попередники. Збільшився вплив східних мотивів та поп музики, на додаток в піснях активно використовуються архаїчні образи, частіш за все — з скандинавської міфології. Сама назва диска натякає на Одіна, який віддав своє око в залог за ради набуття мудрості. Трюгве зі своїми колегами активно намагаються розвіяти стереотип про те, що язичництво є ознака неонацизму і тоталітарного мислення, та намагаються повернути давнім символам, якими в свій час зловживали нацисти (зокрема, свастиці), їх споконвічний сенс. В квітні 1992 року YM: STAMMEN записують для NRK два відеокліпу на пісні «Overkjørt av jul og vogn» та «Langobardene». Гурт виступає на багатьох скандинавських музикальних фестивалях, в тому числі в Роскильде (Данія), та гастролює навіть на Фарерських островах! По мотивах фарерського турне NRK показує документальний фільм.
Після участі у фестивалі Quart в липні 1994 року в Крістиансанє з гурту йдуть Ериксен и Рьоннов. Гурт записує сингл «Tusen års fortielse», який виходить за місяць. Але головною подією року стає черговий альбом «Ulv! Ulv!», який продовжив лінію попередника та продемонстрував не менш химерну палітру кольорів та мелодій — від старовинних «вікінзьких» балад (Hevner-Kvadet) до класичних аранжировок (Min Brud) та запальних східних танців (Endelig). Тексти пісень, як водиться, притягають яскравістю та філософічністю. Як бонус-трек в альбомі в «уповільненій» версії присутній старий трек «Solbeven», який було записано ще в 1987 році.
Наприкінці літа 1995 року гурт виглядає наступним чином: Матісен, Лангеланн, Кай Людевалл (ударні), Дуглас Александре (бас) і Туре Ільвісакер (клавішні). Гурт бере участь в записі саундтреку до фільму «Myggen», а також записує композицію «Alu Alu Laukar» для збірника «Larmende opptog i taushetens gata». В липні 1996 року гурт записує свій останній на сьогодні повнометражний альбом «Guden-i-steinen» («Бог-в-кишені»). Альбом відкривається східними награшами пісні Gripe, які плавно переходять в гримучий сплав «модних» танців та хорового «вікінзького» співу (Guden-i-steinen). Далі йде справжній бойовий гімн воїнів-берсерків Alu Alu Laukar, рефреном якого виступає одно з найдавніших рунічних заклинань. Цікаві також композиції S.P.Q.R., які воскрешають монументальні образи давньоримської цивілізації та її мешканців, та Store Aleksander — про іншого героя античності Александра Македонського. Під завісу, після класичної скандинавської балади Sigurds-Kvadet, йде Tusen Års Fortielse («Тисячолітня тиша») — акустична мініатюра з глибоким філософським текстом. Диск завершується первісними ритуальними звуками Guden-i-steinen 2 — та «Бог з каменю».
В червні 1998 року гурт відправляється в турне по Канаді, а рік по тому, 23 червня 1999 року, дає поки що останній концерт в клубі Blå в Осло. За місяць після нього музиканти записують демо з начерками нових пісень, які досі так і не були видані. З тих пір про гурт нічого не чути, хоча серед фанатів ходять чутки о відтворенні гурту. Особисто Трюгве Матісен останні роки працює над історією панк-руху в Норвегії в 1977—1980 роках.

## Учасники гурту
- Трюгве Матисен (Trygve Mathiesen) — вокал (1983—1999)
- Кристофер Нільсен (Christopher Nielsen) — банджо (1983)
- Торгейр Тунхольд-Хансен (Torgeir Tunhold-Hanssen) — ударні (1983)
- Трюгве Юхансен (Trygve Johansen) — клавішні (1983)
- Туре Халланд (Tore Halland) — гітара (1983)
- Оддвар Карлсмюр (Oddvar Karlsmyr) — ударні, вокал, гітара (1984—1989)
- Анне Грете Колос (Anne Grete Kolås) — флейта, ударні, вокал (1984)
- Даг-Олав Сіверстен (Dag-Olav Sivertsen) — гітара, ударні, вокал (1985—1986)
- Харальд Бекстрьом (Harald Beckstrøm) — гітара, бас (1987—1989)
- Юн Андерс Странд (Jon-Anders Strand) — бас, гітара (1987—1989)
- Кристиан Рефсум (Christian Refsum) — ударні (1987—1989)
- Пол Йоргенсен (Paul Arvid Jørgensen) — клавішні (1987—1989)
- Ю Лангеланн (Jo Langeland) — гітара, вокал (1989—1999)
- Андреас Эріксен (Andreas Eriksen) — ударні (1989—1994)
- Тер'є Рьоннов (Tarjei Rønnow) — бас (1991—1994)
- Ейвінд Раусет (Øyvind Rauset) — скрипка (1991—1994)
- Кай Людевалл (Kai Lundewall) — ударні (1991—1999)
- Торстейн Квінас (Torstein Kvenaas) — флейта (1991—1993)
- Арне Хостад (Are Hofstad) — саксофон (1992—1993)
- Торбен Снікестад (Torben Snekkestad) — саксофон (1994—1996)
- Дуглас Александре (Douglas Alexandre) — бас (1995—1999)
- Туре Ільвісакер (Tore Ylvisaker) — клавішні (1995—1999)

## Дискографія

### Альбоми
- Overvintrende, Likvidér [Архівовано 3 березня 2016 у Wayback Machine.] LIKV 4009, 1984 (MC-30)
- I Vi-landet, Likvidér LIKV 4021, 1984 (MC-30)
- Dvergmål, Cicada C010, 1987 (LP)
- Enøyd, Tatra [Архівовано 1 лютого 2009 у Wayback Machine.] TATCD 006, 1992 (CD, LP, MC)
- Dvergmål, Tatra TAT 011, 1993 (rerelease with 10 bonus tracks, CD)
- Ulv! Ulv!, Grappa [Архівовано 15 березня 2016 у Wayback Machine.] GRCD 4059, 1994 (CD)
- Guden-i-Steinen, Grappa GRCD 4117, 1997 (CD)

### Сингли
- «Solbeven/Alle Myter», 7-inch, Transmission TR 02, 1987
- «Overkjørt av Hjul og Vogn/Splid», 7-inch, Tatra TAT 005, 1991
- «Endelig (Har Tingene Funnet Sin Form)/Synge Gjør Vi (ikke For å Glemme vår Sorg Men) For å Styrke Vår Tro», CDS Grappa GRCDS 145, 1993
- «(Vi Blir) Fisk/Solbeven», CDS Grappa GRCDS 148, 1994
- «Ym-stammen Hevner Geronimo» — Hevnerkvadet (Radio San Carlo-Reservatet-mix/Hevnerkvadet (bakholdsangrep-mix)/Hevnerkvadet (Slå til før daggry-mix), Remixes by DJ Geronimo, CDS Grappa GRCDS 153, 1994 (unreleased)
- «Tusen Års Fortielse» — (Tusenårsmix/Rottefangerversjonen/Versjon for verdensånden/Millenium-mix), bonus: live Roskilde-festival 1994: Budbringere/Styrke Vår Tro/Navnet-Overvintr, CDS Grappa GRCDS 153, 1995
- «Store Aleksander», Promo singel Grappa GRCDS 164, 1997
- «Store Aleksander» (Taxi-mix)/Beherske Verden (Myggen-mix)/Store Aleksander (album-versjon)/Store Aleksander (Kjøkken-versjon), CDS Grappa GRCDS 169, 1997
- «Ym-stammen meets Mel Simpson — Guden-i-Steinen: the remix» (Radio-edit Cheeky-mix/Sneaky-mix/Cheeky-mix/album-versjon), Remixes by Mel Simpson (from Us3), CDS Grappa GRCDS 181, 1997